# Vép
Vép (deutsch Wettendorf) ist eine ungarische Stadt im Kreis Szombathely im Komitat Vas.

## Geografische Lage
Vép liegt 8 Kilometer östlich des Zentrums des Komitatssitzes und der Kreisstadt Szombathely. Nachbargemeinden sind Vassurány, Nemesbőd, Vát, Porpác, Bozzai, Tanakajd und Táplánszentkereszt.

## Geschichte
Der Ort wurde schon in der frühen Eisenzeit bewohnt, was Keramiken und Hügelgräber belegen, die am Stadtrand gefunden wurden. Bereits im Jahr 1186 wurde der Ort unter dem Namen Wepy schriftlich erwähnt. Im Jahr 1913 gab es in der damaligen Kleingemeinde 255 Häuser und 2657 Einwohner auf einer Fläche von 6055 Katastraljochen. Sie gehörte zu dieser Zeit zum Bezirk Szombathely im Komitat Vas. Am 1. Juli 2009 hat die Gemeinde Vép den Status einer Stadt erhalten.

## Städtepartnerschaft
- Tășnad, Rumänien, seit 2011[3]

## Sehenswürdigkeiten
- Landwirtschaftshistorische Sammlung (Agrártörténeti Emlékek Gyűjteménye)
- Römisch-katholische Kirche Urunk színeváltozása, erbaut im 18. Jahrhundert, erweitert 1848 um die beiden seitlichen Schiffe
- Schloss Erdődy (Erdődy-kastély) mit Schlosspark
- Mehrere denkmalgeschützte Standbilder:
  - Immaculata-Standbild (Immakuláta-szobor)
  - Dreifaltigkeits-Standbild (Szentháromság-szobor)
  - Szent-Vendel-Standbild (Szent Vendel-szobor)
  - Nepomuki-Szent-János-Standbild (Nepomuki Szent János-szobor)

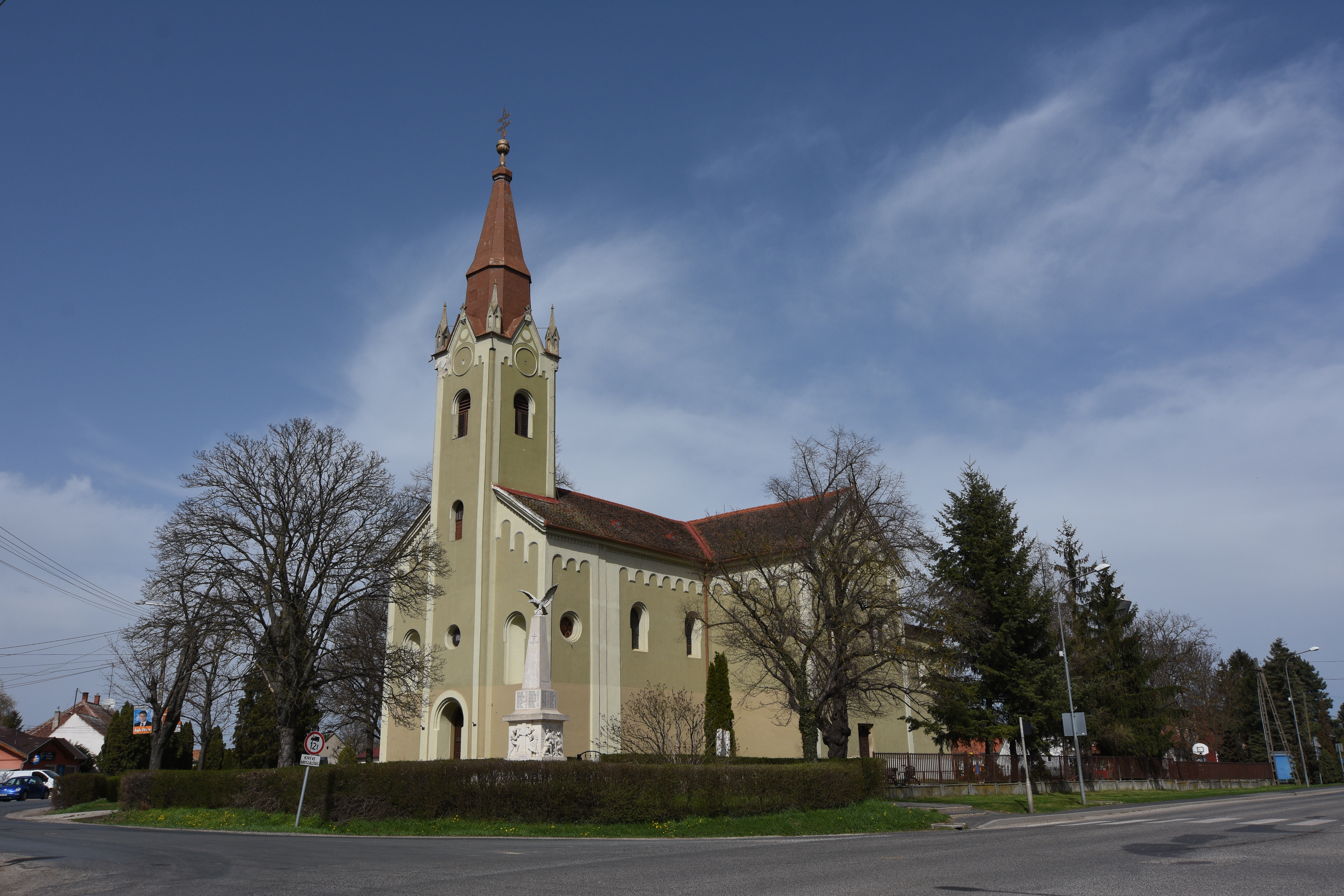
Röm.-kath. Kirche Urunk színeváltozása
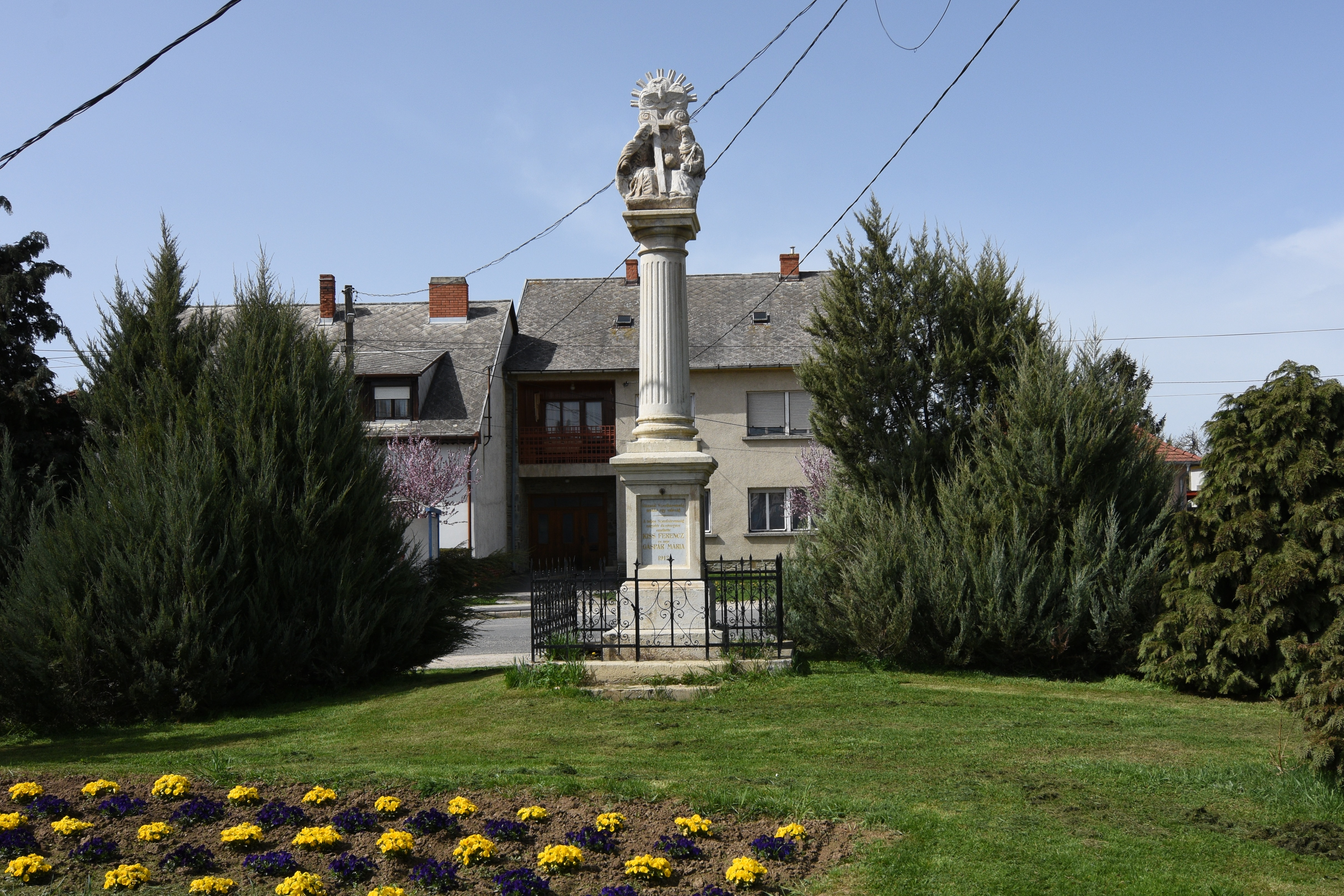
Dreifaltigkeitssäule Vép
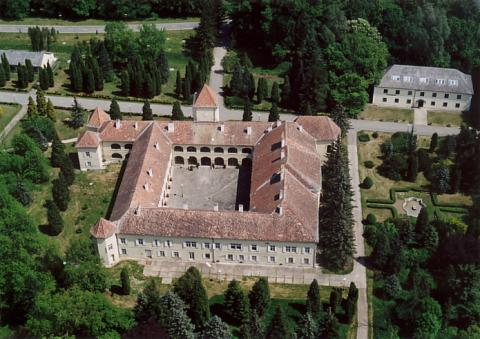
Luftbild von Schloss Erdődy
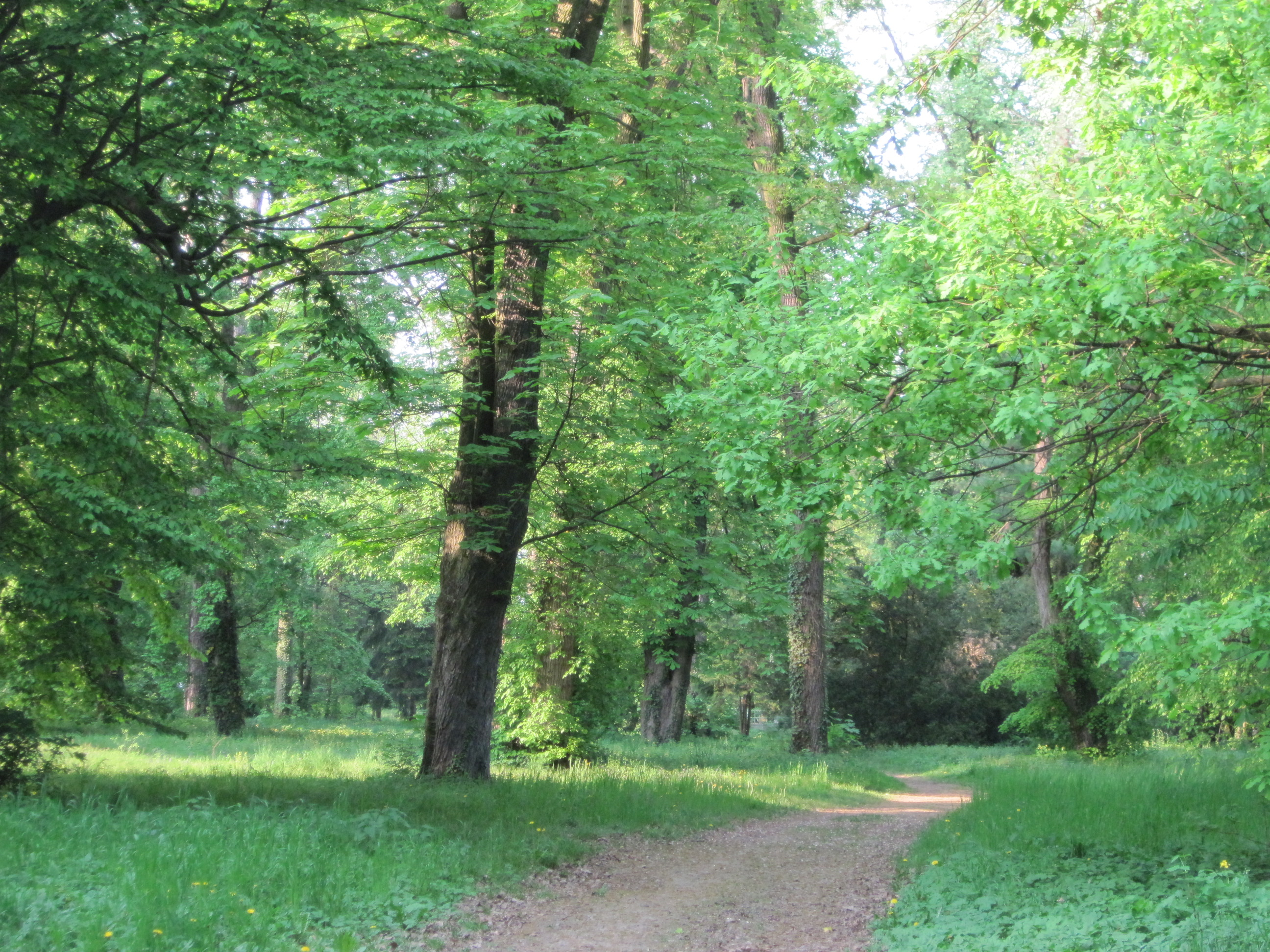
Park in Vép

## Verkehr
In Vép treffen die Landstraßen Nr. 8443 und Nr. 8445 aufeinander. Zwei Kilometer nördlich des Ortes verlaufen die Autobahn M86 und die Hauptstraße Nr. 86. Die Stadt ist angebunden an die Eisenbahnstrecken von Szombathely nach Celldömölk und von Szombathely nach Csorna.